# Saving Grace
Saving Grace é uma série de televisão estadunidense estrelada pela vencedora do Oscar Holly Hunter.

## Enredo
Saving Grace gira em torno de uma detetive de Oklahoma, de comportamento autodestrutivo, que vê sua vida mudar quando recebe a visita de um anjo.
Holly Hunter faz o papel de Grace, um detetive cínica, bêbada, e que transa com (quase) qualquer um que aparece. Até o dia em que, dirigindo bêbada, Grace atropela e mata um Homem e fora de si pede a ajuda de Deus. E para a sua supresa Deus realmente manda um anjo, um anjo bem estranho, chamado Earl.
Earl (o anjo) leva Grace a um lugar parecido com o Grand Canyon, e explica que se ela continuar levando a vida que leva irá acabar indo pro inferno e que essa é a sua última chance de mudar suas atiudes. Quando Grace volta dessa “visão” o homem já tinha sumido da estrada, e foi como se ela nunca tivesse atropelado o cara. Grace começa a achar que foi tudo um sonho e que imaginou tudo, mas procurando bem encontra um pouco de sangue debaixo do botão da sua blusa, e descobre que é de um presidiário que está no corredor da morte há 12 anos, Leon.
Grace vai à penitenciária e descobre que Leon é o homem que ela atropelou, e também descobre que Leon recebe visitas de Earl, assim como ela, e mais: Na noite que ela supostamente teria atropelado Leon, ele sonhou com isso exatamente como ela havia visto. Leon também pergunta a Grace se ela já foi salva por Deus, e diz a ela que quando chegar a hora dele ele vai estar preparado.

## Elenco
- Holly Hunter ...  (Grace Hanadarko)
- Leon Rippy ...  (Earl)
- Kenny Johnson ...  (Detective Ham Dewey)
- Dylan Minnette ...  (Clay Mahoney)
- Laura San Giacomo ...  (Rhetta Rodriguez)
- Bokeem Woodbine ...  (Leon Cooley)
- Lorraine Toussaint ...  (Kate Perry)
- Gregory Cruz ...  (Bobby Stillwater)
- Bailey Chase ...  (Butch Ada)
- Christina Ricci ... Detetive Abby Charles

## Transmissão
Saving Grace foi exibido nos Estados Unidos pela TNT e teve seu último episódio exibido em junho de 2010. No Brasil a série teve duas temporadas exibidas pela Fox. A série estreou em Portugal no canal FOX Life em agosto de 2008.

## Recepção da crítica
Em sua primeira temporada, Saving Grace teve recepção geralmente favorável por parte da crítica especializada. Com base de 23 avaliações profissionais, alcançou uma pontuação de 64% no Metacritic. Por votos dos usuários do site, atinge uma nota de 5.0, usada para avaliar a recepção do público.